# Platyarthrus coronatus
Platyarthrus coronatus är en kräftdjursart som beskrevs av Radu 1960. Platyarthrus coronatus ingår i släktet Platyarthrus och familjen myrbogråsuggor. Inga underarter finns listade i Catalogue of Life.